# Attacca
Attacca [z wł. atakuj; także attacca subito, z wł. atakuj natychmiast] – termin muzyczny, tekstowy element notacji muzycznej będący oznaczeniem i wskazówką wykonawczą nakazującą wykonanie sąsiadujących ze sobą części (przeważnie w kompozycjach o formie cyklicznej) lub wydzielonych fragmentów utworu muzycznego bez zaznaczenia przerwy między nimi.

## Przykłady wykorzystania
- Ludwig van Beethoven – II i III część Koncertu na fortepian, skrzypce i wiolonczelę C-dur op. 56[1]
- Ignacy Feliks Dobrzyński – każda z trzech części Souvenir de Dresde op. 47 na obój, fortepian i wiolonczelę[2]
- Felix Mendelssohn-Bartholdy – I i II część Koncertu skrzypcowego e-moll op. 64[3]
- Edvard Hagerup Grieg – II i III część Koncertu fortepianowego a-moll op. 16[4]
- Nikołaj Rimski-Korsakow – I i II część Kaprysu hiszpańskiego op. 34[5]
- Jerzy Lefeld – Wariacje na temat ludowy na fortepian (wszystkie wariacje wykonywane są attacca)[6]
- Witold Lutosławski – każda z czterech części Koncertu fortepianowego[7]
- Andrzej Panufnik – II i III część Koncertu fortepianowego[8]
- David Maves – II i III część I Sonaty fortepianowej[9]
- Krzysztof Knittel – każda z pięciu części Koncertu na klawesyn i orkiestrę[10]